# Newman Prize for Chinese Literature
Der Newman Prize for Chinese Literature (chinesisch 纽曼华语文学奖) ist ein alle zwei Jahre vom Institute for U.S.-China Issues der University of Oklahoma vergebener Literaturpreis für Schriftsteller der chinesischen Literatur.

## Geschichte
Der Preis wurde 2008 auf Initiative des damaligen Direktors des Institute for U.S.-China Issues, des Politikwissenschaftlers Peter Gries, ins Leben gerufen. Als Vorbild diente der ebenfalls von der University of Oklahoma vergebene Neustadt International Prize for Literature. Der Preis soll begleitend zum Leitprinzip des Instituts vergeben werden, nach dem das gegenseitige kulturelle Verständnis zwischen China und den Vereinigten Staaten vergrößert werden soll. Die Benennung erfolgte in Würdigung von Ruth und Harold J. Newman, die einen Lehrstuhl für sino-US-amerikanische Fragestellungen an der University of Oklahoma gestiftet und so das Fundament für das heutige Institut gelegt hatten. Der Preis gilt als erster Literaturpreis für chinesische Literatur, der außerhalb Chinas vergeben wird.
In Verbindung mit dem Newman Prize for Chinese Literatur steht der Newman Prize for English Jueju, ein Lyrikwettbewerb für Studenten aus dem anglo-amerikanischen Raum für das beste selbstverfasste chinesischsprachige Gedicht.

## Auswahl
Laut der Eigenbeschreibung des Preises wird der Newman Prize for Chinese Literature „in Anerkennung herausragender Leistungen in Prosa oder Lyrik, die am besten die Conditio humana beschreiben,“ vergeben. Die Auswahl der Preisträger erfolge „einzig und allein auf das Basis literarischer Verdienste“. In Frage kommen kann jeder in der chinesischen Sprache schreibender Autor, unabhängig von dessen tatsächlichem Wohnort. Die Nominierung und die Auswahl der Preisträger obliegt gemäß der Beschreibung des Preises einer jeweils unterschiedlichen Auswahl internationaler „Experten“, darunter Literaturwissenschaftler und Übersetzer. Bis 2017 war ein konkretes Werk des jeweiligen Schriftstellers ausschlaggebend, seitdem entscheidet das Gesamtwerk. Die Auszeichnung umfasst eine Geldprämie im Wert von 10.000 $ und eine Urkunde.

## Preisträger
Neben den Preisträgern veröffentlicht das Institute for U.S-China Issues auf seiner Website auch die nominierten, aber nicht ausgezeichneten Schriftsteller jedes Jahrgangs. Die folgende Auflistung zeigt die bisherigen Preisträger des Newman Prize for Chinese Literature:
- 2009: Mo Yan (莫言) für Life and Death Are Wearing Me Out (生死疲劳)
- 2011: Han Shaogong (韓少功) für A Dictionary of Maqiao (马桥词典)
- 2013: Yang Mu (楊牧) für Diaspsis Patelliformi (介殼蟲)
- 2015: Chu T’ien-wen (朱天文) für Fin-de-Siècle Splendor (世紀末的華麗)
- 2017: Wang Anyi (王安忆/王安憶) für Reality and Fiction (纪实与虚构)
- 2019: Xi Xi (西西)
- 2021: Yan Lianke (阎连科)
- 2023: Chang Kuei-hsing (張貴興)
- 2025: Ling Yü (零⾬)